# 石井香織
石井 香織（いしい かおり）は、日本の発育発達学者。早稲田大学スポーツ科学部教授。専門は発育発達学、健康教育学で、身体活動の促進を研究。

## 人物・経歴
2005年桜美林大学大学院国際学研究科人間科学専攻健康心理学専修修了。2009年東京医科大学大学院医学研究科社会医学系公衆衛生学講座修了、博士（医学）。2014年日本健康教育学会奨励賞受賞。
早稲田大学スポーツ科学学術院研究助手、早稲田大学スポーツ科学学術院助教、早稲田大学スポーツ科学学術院准教授を経て、早稲田大学スポーツ科学学術院教授。